# Canterburyi Szent Ágoston-apátság
A Szent Ágoston-apátság romos kolostor Canterburyben (Kent, Anglia). Mint építészeti műemlék, 1988 óta a kulturális világörökség része, a Canterburyi katedrálissal és a Szent Márton-templommal együtt.

## Korai története
598-ban I. Gergely pápa Angliába küldte Canterburyi Szent Ágostont. Ebben az időben Kent királya Ethelbert volt. A király (lehet, hogy Bertha nevű keresztény felesége hatására) megengedte Ágostonnak, hogy kolostort alapítson Canterbury falain kívül. Ezen a helyen már három angolszász templom állt, Szent Pankrásznak, Szent Péternek és Szent Pálnak, illetve Szűz Máriának szentelve. A Szent Pankrász-templom angolszász maradványai ma is léteznek, de a másik két templomot a normannok összeépítették. Az apátságot a kenti királyok és a canterburyi érsekek temetkezési helyéül is szánták. 978-ban Dunstan érsek új, nagyobb épületet emeltetett Szent Péter, Szent Pál és Canterburyi Szent Ágoston tiszteletére. 
1100 körül az eredeti angolszász épület maradványai már eltűntek egy masszív román stílusú építmény alatt. Leszámítva az 1168-as tűzvész utáni helyreállítási munkát, a 12. század nyomtalanul múlt el az apátság felett. 
1250-től kezdve az apátság ismét építkezés helyszíne lett: teljesen újjáépítették a kolostort, lavatóriumot, ebédlőt és konyhát; ezenkívül egy nagy új lakóház is készült az apátnak. Az apátságot egy nagy hallal is kibővítették. 
1309-ben egy lőrésekkel ellátott oromzatú nagy kapu is épült. Az északi részen a szerzetesek új területet nyertek, ahol a külső udvarban sütöde, sörfőzde és szőlőültetvény is helyet kapott. A keleti oldalon is több új épület épült. 1382-ben egy földrengés miatt javításokra volt szükség. 1390-ben készült el a kapubejárat, illetve a kápolna.
1500 körül az apátság már igen nagy területet foglalt el, és a könyvtára több mint 2000 kötetet tartalmazott. A könyvek közül sokat az apátságban állítottak elő. 1535-ben az apátság jövedelme 1733 £ volt.
1538. július 30-án az apátság sorsa megpecsételődött VIII. Henrik rendelete nyomán, amellyel feloszlatta a kolostorokat. A következő tizenöt évben az apátságot módszeresen lebontották, de egy részét átalakították palotának Klevei Anna részére.
A palotát utóbb különböző nemeseknek adták bérbe. Az 1600-as évek elején Lord Wotton birtokába került, aki megbízta id. John Tradescantet, hogy díszkertekkel vegye körbe. 1703-ban egy hatalmas vihar nagy károkat okozott a már amúgy is romos apátság épületében. Ma a világörökség részévé nyilvánított épületegyüttest a brit örökségvédelmi hivatal (English Heritage) gondozza.

## Fordítás
Ez a szócikk részben vagy egészben a St Augustine's Abbey című angol Wikipédia-szócikk ezen változatának fordításán alapul.  Az eredeti cikk szerkesztőit annak laptörténete sorolja fel. Ez a jelzés csupán a megfogalmazás eredetét és a szerzői jogokat jelzi, nem szolgál a cikkben szereplő információk forrásmegjelöléseként.